# Вершинин, Георгий Прокопьевич
Георгий Прокопьевич Вершинин (апрель 1919, д. Вершинино, Томская губерния — 18 ноября 1993, Новосибирск) — советский журналист, начальник Новосибирского областного отдела радиовещания (1953—1956), директор Новосибирской студии кинохроники (1958—1961), заслуженный работник культуры РСФСР (1979).

## Биография
Родился в апреле 1919 года в деревне Вершинино на территории современного Томского района Томской области. Обучался в техникуме, окончил учительские курсы.
До 1941 года преподавал историю и географии в Вершинине, после чего занимал должность директора школы села Мочище (Новосибирская область).
В октябре 1941 года отправлен на фронт. С 1943 года состоял в ВКП(б). Участвовал в боях в Восточной Пруссии, а во время Советско-японской войны (1945) — в Маньчжурии. Получил два ранения и контузию.
После завершения войны работал заведующим отделом агитации и пропаганды, позднее — секретарём Новосибирского сельского райкома ВКП(б). Окончил Новосибирскую двухгодичную областную партийную школу (1949) и одновременно Новосибирский педагогический институт.
В августе 1949 года назначен главным редактором Новосибирского областного отдела радиовещания, в 1953—1956 годах был его начальником. С 1956 по 1958 год — студент Высшей партийной школы при ЦК КПСС (факультет журналистики).
С сентября 1958 до августа 1961 года — директор Новосибирской студии кинохроники и в то же время заместитель заведующего отделом пропаганды и агитации обкома КПСС. С декабря 1962 года снова работал на радио: заместителем председателя (до сентября 1963) и председателем областного Комитета по радиовещанию и телевидению (до августа 1979).
Внёс большой вклад в укрепление технической составляющей радио и телевидения. Помимо работы руководителем занимался творчеством, был организатором, режиссёром и автором радиоперограмм. Долгие годы руководил комиссией по культурно-просветительной работе и искусству областного совета народных  депутатов.
30 июля 1979 года вышел на пенсию.

## Публикации
- День радио //  Сов.  Сибирь. — 1954. — 7  мая. — С. 2;
- Важное средство коммунистического воспитания масс // Сов. Сибирь. — 1956. — 6 мая. — С. 2;
- Трибуна миллионов // Сов. Сибирь. — 1976. — 7 мая. — С. 2.[1]

## Награды
Орден Трудового Красного Знамени (9 сентября 1971), 12 медалей.